# Garcia Neto
Manoel Garcia Neto (Santos, 18 de novembro de 1931 — Rio de Janeiro, 27 de dezembro de 1996) foi um dublador brasileiro, que realizou a dublagem de atores como Charles Bronson, Burt Lancaster, Clark Gable e Gregory Peck. Trabalhou dezesseis anos na empresa de dublagem Herbert Richers e no ano de 1996 foi diretor de dublagem de filmes como Toy Story, O Corcunda de Notre Dame e a redublagem de Peter Pan. Era pai do também dublador Garcia Júnior.

## Biografia
Começou a carreira em 1940, aos 9 anos de idade na Radio Record fazendo Rádio Teatros. Também passou pela Radio Bandeirantes. Em 1952 se tornou ator, e boa ano de 1954 virou radialista na Rádio São Paulo, no cinema começou em 1958, no filme Macumba na Alta. Como assistente de direção trabalhou nos filmes "Quando Elas Querem..." e "Eles Não" em 1975 e "Guerra é Guerra" em 1976.
Na dublagem entrou no ano de 1956 na GravaSon, na época só dublava filmes nacionais, passaram a dublar filmes estrangeiros em 1958. Foi um dos primeiros dubladores do Brasil, tendo feito parte do primeiro filme dublado para a televisão. Já na AIC na década de 1960, fez um curso de direção de dublagem, no qual na época exigia que o profissional também soubesse de técnica, mixagem e projeção. Garcia também foi um dos primeiros diretores de dublagem do Brasil.
Entre seus trabalhos na AIC estão a terceira voz do Sr. Spock, interpretado por Leonard Nimoy na primeira dublagem de Jornada nas Estrelas, foi uma das vozes de Arnoldo o entregador de jornais em Os Flitstones, na série Hazel foi Harold Baxter, interpretado por Bobby Buntrock, na série O Homem Invisível foi Walter Carlson interpretado por Jackie Cooper e na série Bonanza foi Ben Cartwright, interpretado por Lorne Greene, entre outros. 
Como diretor dirigiu alguns séries clássicas na AIC, como Vigilante Rodoviário e a 3° e 4° temporada de Viagem Ao Fundo do Mar, entre outros. 
Na BKS, Garcia também foi diretor, tendo dirigido seu filho Garcia Junior na dublagem de Pica Pau de 1977 a 1979, no qual também fez alguns personagens secundários como Dapper Denver Dooley e a locução da série. Em 1981 transferiu-se para o Rio de Janeiro, aonde foi trabalhar na Herbert Richers. 
No Rio, também fez personagens marcantes como por exemplo nos desenhos, no qual fez o Chefe Apache e o Samurai em Os Super Amigos, foi o Jaga em Thundercats, Homem Fera em He-Man, Max Ray em Os Centurions, o Senhor Miyagi em Karatê Kid, Stargazer em Silverhawks, Hatched em Transformers, entre outros. 
Em séries foi a primeira e mais constante voz do Professor Horatio Hart, interpretado por Julian Combs em Vr Troopers, entre outros. 
Em filmes, fez a voz de consagrados atores de Hollywood. Foi a voz oficial de Charles Bronson no Brasil em filmes como Desejo de Matar 3, Desejo de Matar 4 - Operação Crackdown, Desejo de Matar 5, Mensageiro da Morte, Uma Batalha no Inferno, entre outros; foi também a voz do ator Pat Morita nos filmes Karatê Kid 3 - O Desafio Final e American Ninja 5; também fez a voz do ator Lee Marvin em Mistério no Parque Gorky, O Homem Que Matou o Facínora, Os Doze Condenados e Perseguição Mortal; além desses, foi a voz de Leonard Nimoy nos filmes Jornada nas Estrelas - O Filme, Jornada nas Estrelas II - A Ira de Khan, Jornada nas Estrelas III - À Procura de Spock e Ponto de Interrogação. Garcia Neto também emprestou sua voz aos atores James Coburn e Burt Lancaster, entre outros. 
Em seu trabalho de direção, no Rio de Janeiro, temos as dublagens clássicas, feitas no estúdio Double Sound, de "O Corcunda De Notre-Dame" (Longa-Metragem) e de "Toy Story" (Longa-Metragem), as dublagens clássicas, feitas no estúdio Herbert Richers, de "Guerra nas Estrelas" (Star Wars: Episódio IV - Uma Nova Esperança), "O Império Contra-Ataca" (Star Wars: Episódio V - O Império Contra-Ataca), "O Retorno de Jedi" (Star Wars: Episódio VI - O Retorno de Jedi), dentre outras produções.
Garcia Neto morreu em 27 de dezembro de 1996, vítima de câncer.

## Carreira
- Homem-Fera em He-Man e os Mestres do Universo[1];